# Zos Kia Cultus (Here and Beyond)
Zos Kia Cultus (Here and Beyond) je albem polské death metalové kapely Behemoth vydané v roce 2002.

## Seznam písní
1. „Horns ov Baphomet“ (Nergal) - 6:34
2. „Modern Ïconoclasts“ (Nergal) - 4:24
3. „Here and Beyond (Tïtanïc Turn ov Tïme)“ (Azarewicz, Nergal) - 3:25
4. „As Above so Below“ (Azarewicz, Nergal) - 4:59
5. „Blackest ov the Black“ (Nergal) - 3:41
6. „Hekau 718“ (Nergal, Trotzky) - 0:42
7. „The Harlot ov the Saïnts“ (Azarewicz, Nergal) - 2:46
8. „No Sympathy for Fools“ (Havok, Nergal) - 3:48
9. „Zos Kïa Cultus“ (Azarewicz, Nergal) - 5:32
10. „Fornïcatus Benefïctus“ (Moonshae, Nergal, Spare) - 0:52
11. „Typhonïan Soul Zodïack“ (Azarewicz, Nergal) - 4:28
12. „Heru Ra Ha: Let There Be Mïght“ (Azarewicz, Nergal) - 3:03

## Složení kapely v době vydání alba
- Adam "Nergal" Darski - kytara, zpěv
- Zbigniew Robert "Inferno" Promiński - bicí
- Marcin "Nowy" Nowak - baskytara
- Mateusz Maurycy "Havok" Śmierzchalski - kytara